# Joseph Neville
Joseph Neville (* 1730; † 4. März 1819 im Hardy County, Colony of Virginia) war ein US-amerikanischer Politiker. Zwischen 1793 und 1795 vertrat er den Bundesstaat Virginia im US-Repräsentantenhaus.

## Werdegang
Das genaue Geburtsdatum sowie der Geburtsort von Joseph Neville sind nicht überliefert. Er wuchs während der britischen Kolonialzeit auf und trat erstmals Anfang der 1770er Jahre politisch in Erscheinung. Zwischen 1773 und 1777 gehörte er dem Kreisrat des Hampshire County im heutigen West Virginia an. Er schloss sich der amerikanischen Revolution an und war in den Jahren 1775 und 1776 Delegierter auf Freiheitsversammlungen. Während des Unabhängigkeitskrieges diente er in der Kontinentalarmee. Zwischen 1777 und 1782 saß er mehrfach im Abgeordnetenhaus von Virginia. Später gehörte er einer Kommission an, die die umstrittene Grenze zwischen den Staaten Maryland und Pennsylvania festlegte.
Politisch war Neville ein Gegner der damaligen Bundesregierung unter Präsident George Washington (Anti-Administration-Fraktion). Bei den Kongresswahlen des Jahres 1792 wurde er im dritten Wahlbezirk von Virginia in das damals noch in Philadelphia tagende US-Repräsentantenhaus gewählt, wo er am 4. März 1793 die Nachfolge von Andrew Moore antrat. Da er im Jahr 1794 auf eine erneute Kandidatur verzichtete, konnte er bis zum 3. März 1795 nur eine Legislaturperiode im Kongress absolvieren.
Nach dem Ende seiner Zeit im US-Repräsentantenhaus ist Joseph Neville politisch nicht mehr in Erscheinung getreten. Er starb am 4. März 1819 im Hardy County im heutigen West Virginia.